# Tales to Astonish
Tales to Astonish è una serie a fumetti antologica, pubblicata dalla Marvel Comics dal gennaio 1959 al marzo 1968.

## Storia editoriale
La testata esordì nel gennaio 1959 come collana antologica presentando inizialmente storie di fantascienza per poi concentrarsi sul genere supereroistico, facendo esordire personaggi come lo scienziato Henry Pym nei panni di Ant-Man e poi Giant-Man, oltre ad altri già noti come Hulk e Sub-Mariner, i quali compariranno fino alla chiusura della testata per poi proseguire entrambi su testate dedicate come Sub-Mariner e la seconda serie di The Incredible Hulk, la quale proseguirà la numerazione della testata.
Il supereroe Ant-Man fece la sua prima apparizione su Tales to Astonish n. 27 (1962) come Henry Pym. L'albo riscosse un elevato successo e Stan Lee decise di renderlo la colonna principale della collana a partire dal n. 35 (1962). Le vendite tuttavia calarono col passare dei mesi, e allora Stan Lee decise di abbinare Ant-Man a un altro personaggio, Wasp, a partire dal n. 44 (giugno 1963); inoltre qualche mese dopo, nel n. 49 (novembre 1963), Ant-Man assunse anche l'identità di Giant-Man, che divenne la principale.
Dopo la prima serie di Hulk, terminata dopo soli 6 numeri (marzo 1963), il gigante verde fece la sua comparsa su Tales to Astonish in uno scontro con Giant-Man nel n. 59 del settembre 1964. Dal n. 60 (ottobre 1964) Hulk proseguì la sua storia editoriale su Tales to Astonish.
Successivamente la Marvel decise di rimuovere Ant-Man e Wasp dalla testata e di sostituirli con Namor the Sub-Mariner a partire dal n. 70 (agosto 1965).
La collana chiuse con il n. 101, del marzo 1968, e dal n. 102 la testata cambiò in The Incredible Hulk (aprile 1968), con storie realizzate da Gary Friedrich e Marie Severin.

### Seconda serie
Dal dicembre 1979 al gennaio 1981, per 14 numeri, venne pubblicata una seconda serie della testata che presentava ristampe di storie di Namor già edite nella serie omonima dal n. 1 (maggio 1968) al n. 14 (giugno 1969).
In essa sono ristampate gli episodi di Principe Namor, il Sub-Mariner dal n. 1 (maggio 1968) al n. 14 (giugno 1969). Gli autori sono lo sceneggiatore Roy Thomas e i disegnatori John Buscema, Gene Colan e Marie Severin. In questa collana alcune tavole sono state rimontate, tagliando delle vignette.

### Team up
Nel dicembre 1994 la Marvel pubblica un volume unico con una storia intitolata Tales to Astonish con un team-up fra Hulk, Giant-Man e Wasp. La storia è stata realizzata da Peter David (testi) & John Estes (disegni). L'albo è caratterizzato dalla copertina di lamina trasparente. Il nemico principale della storia è Loki, che con un inganno riesce a trasformare un uomo in un dio asgardiano.